# Bogdana Anisova
Bogdana Andriivna Anisova (en ukrainien : Богдана Анісова) est une joueuse ukrainienne de volley-ball née le 16 mars 1992 à Poltava. Elle joue au poste de réceptionneur-attaquant.

## Palmarès

### Clubs
Coupe d'Ukraine:
- 2008, 2022

Championnat d'Ukraine:
- 2009, 2022
- 2011, 2012

Supercoupe de Biélorussie:
- 2018

Coupe de Biélorussie:
- 2018

Championnat de Russie:
- 2020

Supercoupe d'Ukraine:
- 2021

Championnat d'Egypte:
- 2022

Championnat d'Afrique des Clubs:
- 2022

### Distinctions individuelles
- 2021: MVP Coupe d'Ukraine